# Kontaktannonsen
Kontaktannonsen är musikal i en akt skriven av Ola Hörling (dialog/sångtexter) och Jan-Erik Sääf (musik/sångtexter) som hade urpremiär 1995 på Artisten i Göteborg. Sedan dess har Kontaktannonsen turnerat i Sverige, Danmark och Finland och översatts till engelska och bearbetats till två akter under titeln Connect/Disconnect. Den har spelats i London och på June Havoc Theatre i New York som en del av Midtown International Theatre Festival 2009.